# Maximiliano Ferraro
Maximiliano Carlos Francisco Ferraro (4 de noviembre de 1976, Argentina) es un político perteneciente a la Coalición Cívica ARI, la cual preside actualmente a nivel nacional. Fue legislador porteño y es diputado nacional por la Ciudad de Buenos Aires desde 2019.

## Biografía
Nació en 1976 y vive en Barracas.

### Política
Del año 2005 al 2007 fue jefe de asesores de la diputada nacional Elisa Carrió. Entre 2007 y 2011 fue Subsecretario de Coordinación. Ferraro fue elegido legislador de la Ciudad de Buenos Aires en 2011 y reelecto en 2015 por la alianza ECO.[cita requerida]
El 15 de diciembre de 2018 fue elegido presidente de la Coalición Cívica ARI con Mariana Zuvic como vicepresidenta y en las Elecciones legislativas de Argentina de 2019 se convirtió en diputado nacional por la Ciudad de Buenos Aires por la coalición Juntos por el Cambio
En 2023 compitió por la reelección como diputado nacional en las PASO dentro de su coalición, Juntos por el Cambio, en la lista que llevaba a la presidencia a Horacio Rodríguez Larreta. Aunque fue derrotado por el precandidato del “bullrichismo”, Maximiliano Guerra, consiguió renovar su mandato.